# Augusto Taiocchi
Augusto Taiocchi   (Ponteranica, 12 d'agost de 1950 - Ponteranica, 3 de juny de 2010) fou un pilot d'enduro italià, guanyador de dos Campionats d'Europa. Formà part de l'equip italià que guanyà el Vas als ISDE tres vegades consecutives (1979 a 1981). Un cop retirat de la competició, després d'uns anys de parèntesi tornà a prendre part en algunes proves importants i competicions per a veterans, guanyant el Trofeo Revival set anys consecutius (de 1994 al 2000).
Taiocchi morí el juny del 2010 víctima d'una llarga malaltia, a poc menys de 60 anys.

## Palmarès
- 2 Campionats d'Europa d'enduro en 350cc (1979 i 1980, amb KTM)
- 12 Campionats d'Itàlia d'enduro:
  - 10 per categories (1971-1987)
  - 1 d'absolut (1979, KTM 500)
  - 1 Campionat d'Itàlia FMI iniciació (1968, Morini 125)
- 7 Trofeo Revival (1994 - 2000)
- 5 Victòries a la Valli Bergamasche (1974, 1976, 1977, 1980, 1982)

### Palmarès als ISDE[1]
- 3 Victòries al Trofeu amb l'equip italià:
  - 1980 (Alemanya)
  - 1980 (França)
  - 1981 (Elba)